# İsmailbeyçiftliği, Sivas
İsmailbeyçiftliği là một xã thuộc thành phố Sivas, tỉnh Sivas, Thổ Nhĩ Kỳ. Dân số thời điểm năm 2011 là 35 người.